# Татаринов, Виктор Николаевич
Виктор Николаевич Татаринов (род. 5 апреля 1958, Дворики, Тульская область) — советский и российский учёный-горный инженер, геофизик и геоэколог, член-корреспондент РАН (2022).

## Биография
Родился 5 апреля 1958 года в Тульской области.
В 1980 году окончил Московский геологоразведочный институт им. С. Орджоникидзе по специальности «Геофизические методы поисков и разведки полезных ископаемых».
В 1980 году начал работать в институте Минатома "ВНИПИпромтехнологии".
В 1993 году — кандидат технических наук по специальности «Физические процессы горного производства».
C 1993 года работает в Геофизическом центре РАН. С 2012 года заведующий лабораторией геодинамики, с 2024 года зам. директора по науке.
С 2004 года также работает в Институте физики Земли имени О. Ю. Шмидта РАН, главный научный сотрудник.
В 2007 году — доктор технических наук по специальности «Геоэкология».
В 2007—2011 годах — профессор кафедры «Горной экологии и геоинформационных систем экологической безопасности» Московского государственного открытого университета.
С 2024 года - профессор кафедры геологии и маркшейдерского дела Горного института НИТУ МИСИС.

## Награды и премии
- 2010 — Медаль «Ветеран труда».
- 1997 — Медаль «В память 850-летия Москвы».
- 2017 — Нагрудный знак ГК «Росатом» «За вклад в развитие атомной отрасли».
- 2020 — Медаль «За вклад в реализацию государственной политики в области научнотехнологического развития» Министерства науки и высшего образования РФ.
- 2024 — Юбилейная медаль «300 лет Российской академии наук».

## Членство в организациях
В 2022 году был избран членом корреспондентом РАН по специальности «Горные науки, геоэкология».
Член редколлегии научных журналов:
- 2017 — Исследования по геоинформатике: труды Геофизического центра РАН.
- 2021 — Russian Journal of Earth Sciences (RJES).
- 2023 - Геофизические процессы и биосфера.